# Wejście Wschodnie MTP
Wejście Wschodnie – pawilon w formie westybulu, zlokalizowany we wschodniej części MTP w Poznaniu, na osi Mostu Dworcowego. Stanowi główne wejście na poznańskie tereny targowe.

## Charakterystyka
Początkowo wejście na wystawy (w tym Wystawę Wschodnioniemiecką i PeWuKę) odbywało się pod gołym niebem, pomiędzy dwoma okazałymi pylonami. W okresie PRL teren ten nazywano Placem Masztowym, ponieważ umieszczono tu las masztów flagowych, na których podczas targów międzynarodowych powiewały dziesiątki flag państw-uczestników. Stała tu też charakterystyczna kula z symbolem targów.
Pawilon wejściowy w obecnej formie zrealizowano w 2003, według projektu Studia ADS. Realizacja wywołała pewne kontrowersje, gdyż istniały obawy, że przesłoni ona widok na symbol MTP - Iglicę targową. Elewacja wykonana jest z kilkuwarstwowego szkła wzmacnianego folią o wysokiej przezroczystości i niskim współczynniku refleksyjności, co powoduje, że Iglica jest doskonale widoczna poprzez ściany westybulu. Według twórców budynek ujmuje w kadr Iglicę. Pawilon zawiera hol kasowy, punkty informacji turystycznej i targowej, akredytację dziennikarzy, obsługę faktur, sale konferencyjne i szatnie. Łączy się funkcjonalnie z tzw. pawilonem brytyjskim. Obok stoi Centrum Targowe, które w przyszłości stworzyć ma funkcjonalną całość z Wejściem Wschodnim.

## Linki zewnętrzne

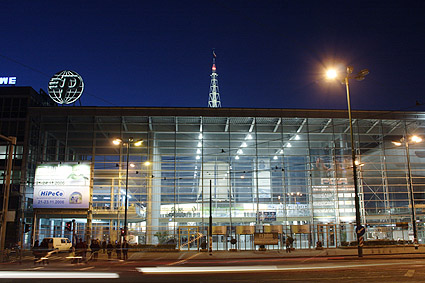
Widok z Mostu Dworcowego
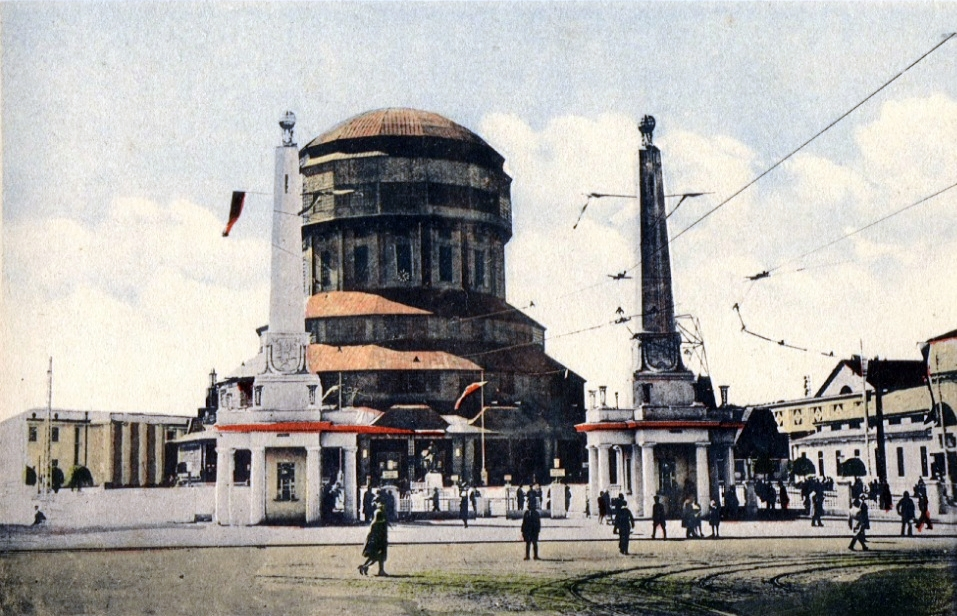
Wejście na PeWuKę w 1929